# Antrodiella ellipsospora
Antrodiella ellipsospora är en svampart som först beskrevs av Albert Pilát, och fick sitt nu gällande namn av Niemelä & Miettinen 2006. Antrodiella ellipsospora ingår i släktet Antrodiella och familjen Phanerochaetaceae.   Inga underarter finns listade i Catalogue of Life.